# California (Missouri)
California település az Amerikai Egyesült Államok Missouri államában, Moniteau megyében, melynek megyeszékhelye is. Lakosainak száma 4498 fő (2020. április 1.).

## Népesség
A település népességének változása:

| 2010 | 4 278 |
| 2020 | 4 498 |